# 역이기
역이기(酈食其, ? ~ 기원전 204년)는 진나라 말기의 인물로, 초한전 당시 한 고조 유방(劉邦)의 휘하에 있던 모사이다. 탕군 진류현(陳留縣) 고양향(高陽鄕) 사람이다.
중국 진(秦) 말기에 한(漢)이 천하를 평정하는 데 크게 기여하였다.

## 사적
평소 독서를 즐겼지만 집안이 가난해서 마을의 성문을 관리하는 감문리로 있었다. 술을 즐기고 능력을 드러내지 않아 사람들은 은둔 선생이라고 불렸다. 진 이세황제 원년(기원전 209년) 진승·오광의 난을 기점으로 항량 등이 세력을 일으키자, 때를 기다렸던 역이기는 유방을 만나고는 드디어 그 뜻을 펼치기 시작한다. 주로 외교 활동에서 큰 공을 세웠는데 진류 현령을 속여 진류성을 유방에게 바치고 제왕 전광(齊王 田廣)을 설득하여 항복토록 하였다. 
제의 70여 성을 항복하자, 후에 한신(韓信)이 제 나라를 치므로 제나라 왕이 역이기를 죽이려 하였다. 
한(漢) 고조(高祖) 유방(劉邦, BC 247?~BC 195)의 측근이었으며, 특히 제후(諸侯)들을 설득하여 끌어들이는 외교(外交) 활동에서 큰 공(功)을 세웠다

## 가계
역이기의 아들 역개는 그 부친의 공이 크다 하여 아무런 전공 없이 고량후(高粱侯)에 봉해졌다.

### 관련 인물
역상